# Mawsuna Tschorijewa
Mawsuna Tschorijewa (russisch Мавзуна Чориева; * 1. Oktober 1992 in Kulob) ist eine ehemalige tadschikische Boxerin.

## Sportliche Laufbahn
Mawsuna Tschorijewa konnte bei den Olympischen Spielen 2012 die Bronzemedaille im Fliegengewicht gewinnen. Nach einem Sieg über Dong Cheng unterlag sie im Halbfinale der späteren Olympiasiegerin aus Irland, Katie Taylor.